# 疾風からす隊
「疾風からす隊」（しっぷうからすたい）は村上元三の小説、およびそれを原作として1953年3月26日に公開された日本映画。製作は松竹京都撮影所。配給は松竹。モノクロ、スタンダード。上映時間は97分。

## スタッフ
- 製作：小倉浩一郎
- 原作：村上元三
- 脚本：柳川真一、森田龍男
- 音楽：鈴木静一
- 撮影：服部幹夫
- 監督：内出好吉

## キャスト
- 野添勝馬：高田浩吉
- お京：岸恵子
- 千太郎：岩井半四郎
- 野添さくら：草間百合子
- 桂小五郎：北上弥太朗
- 中久保主水：月形龍之介
- 野添民部：富本民平
- かんぬきの半次：横山エンタツ
- 幾松：谷鈴子
- 雷蔵：ハヤフサヒデト
- 関彦之進：小林重四郎